# ROKS Kyongki (F-71)
ROKS Kyongki (F-71) là tàu hộ tống khu trục lớp Cannon thuộc biên chế của Hải quân Hàn Quốc. Tên tàu có nguồn gốc theo Gyeonggi, là tỉnh đông dân nhất tại Hàn Quốc. Tỉnh lỵ là thành phố Suwon. Seoul, thành phố lớn nhất và là thủ đô của đất nước, nằm tại trung tâm của tỉnh song đã được tách ra thành một thành phố trực thuộc trung ương (đặc biệt thị) từ năm 1949. Incheon, thành phố lớn thứ ba Hàn Quốc nằm ở vùng bờ biển của tỉnh song hiện cũng là một đơn vị hành chính độc lập. Ba đơn vị này tạo thành vùng thủ đô Seoul với diện tích 11.730 km², và tổng dân số vào năm 2005 là 22.766.850 người, chiếm 48% dân số toàn quốc.
Tàu nguyên là chiếc USS Muir (DE-770) được đóng cho Hải quân Hoa Kỳ trong chiến tranh thế giới thứ hai. Muir được đóng bởi công ty đóng tàu Tampa ở Tampa, Florida vào 1 tháng 6 năm 1943; hạ thủy vào 4 tháng 6 năm 1944, được đỡ đầu bởi bà Witten H. McConnochie and nhập biên chế Hải quân Hoa Kỳ vào 30 tháng 8 năm 1944, trung tá Comdr. Theodore A. O'Gorman trở thành thuyền trưởng đầu tiên.
Tàu phục vụ tại khu vực Đại Tây Dương và làm nhiệm vụ tuần tra chống tàu ngầm và hộ tống cho các đoàn tàu vận tải.

## Phục vụ Hải quân Hàn Quốc
Tháng 9 năm 1947, tàu rút khỏi biên chế chính thức và nhập vào Hạm đội Dự bị Đại Tây Dương tại Green Cove Springs, Florida. Cho đến ngày 2 tháng 2 năm 1956, khi tàu được cho mượn theo Chương trình Viện trợ Quân sự cho Hàn Quốc tại Xưởng Hải quân Boston. Từ ngày 1 tháng 7 năm 1960, tàu tiếp tục phục vụ cho Hàn Quốc với tên gọi mới là ROKS Kyongki (F-71), tàu phục vụ trong biên chế Hải quân Hàn Quốc cho đến khi tàu bị loại biên chế vào ngày 28 tháng 12 năm 1977 và được gửi đến Philippines để tháo dỡ các bộ phận phụ tùng.